# (5176) Yoichi
(5176) Yoichi es un asteroide perteneciente al cinturón de asteroides, descubierto el 4 de enero de 1989 por Seiji Ueda y el astrónomo Hiroshi Kaneda desde el Kushiro Marsh Observatory, Hokkaido, Japón.

## Designación y nombre
Designado provisionalmente como 1989 AU. Fue nombrado Yoichi en homenaje a la ciudad japonesa de Yoichi de 24000 habitantes situada en el suroeste de Hokkaido y conocida por sus productos frutales y marinos.

## Características orbitales
Yoichi está situado a una distancia media del Sol de 2,691 ua, pudiendo alejarse hasta 3,523 ua y acercarse hasta 1,858 ua. Su excentricidad es 0,309 y la inclinación orbital 7,692 grados. Emplea 1612,43 días en completar una órbita alrededor del Sol.
El próximo acercamiento a la órbita terrestre se producirá el 18 de diciembre de 2170.

## Características físicas
La magnitud absoluta de Yoichi es 12,3. Tiene 17 km de diámetro y su albedo se estima en 0,0849.